# Яковлево (Глинковский район)
Я́ковлево    — деревня  в  Смоленской области России,  в Глинковском районе. Население – 100 жителей (2007 год)  .  Расположена в центральной части области  в 2,5 км к северу от села Глинка,  в 20 км западнее  автодороги Р137 Сафоново — Рославль, в 15 км севернее автодороги Р96 Новоалександровский(А101)- Спас-Деменск — Ельня — Починок.  Входит в состав Глинковского сельского поселения.  

## История
В годы Великой Отечественной войны деревня была оккупирована гитлеровскими войсками в июле 1941 года, освобождена в ходе Ельнинско-Дорогобужской операции в 1943 году. 

## Экономика
Сельхозкооператив Восток,  дом культуры .